# Francis de Teck
François de Teck (prince Francis Joseph Leopold Frederick of Teck), né le 9 janvier 1870 au palais de Kensington à Londres et mort le 22 octobre 1910 à Londres, est le frère de la reine consort Mary du Royaume-Uni et impératrice des Indes, épouse du roi George V.

## Famille

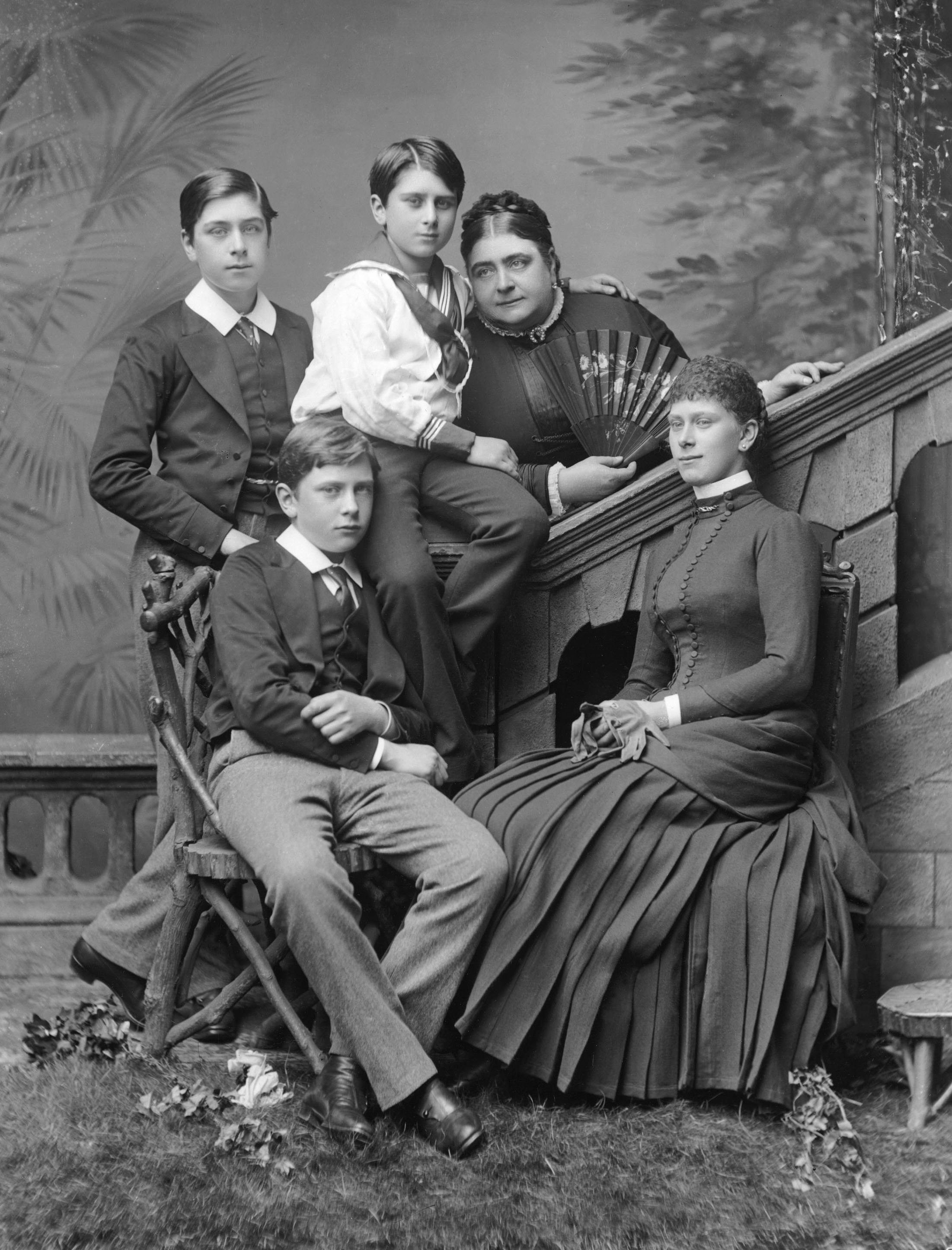
La duchesse de Teck avec ses enfants, vers 1884.

Francis Joseph Leopold Frederick, connu sous le nom de « Frank », est né au palais de Kensington et fait ses études au Wellington College, au Cheltenham College (Stone, 1912, p. Xviii)  et au Royal Military College, Sandhurst. 
Son père est François de Wurtemberg, duc de Teck, fils d'Alexandre de Wurtemberg et de Claudine Rhédey von Kis-Rhéde, comtesse von Hohenstein. Sa mère est la duchesse de Teck, Marie-Adélaïde de Cambridge, la plus jeune fille d'Adolphe de Cambridge et une petite-fille du roi George III. Frank est titré "Son Altesse Sérénissime le Prince François de Teck". 

## Éducation
Il est expulsé du Wellington College, Berkshire « pour avoir jeté son maître de maison sur une haie pour gagner un pari. Tout au long de sa vie, il a été un joueur incorrigible. Il est ensuite allé à Cheltenham où il a eu encore plus de problèmes. » . 

## Vie privée
Le prince Francis est un joueur, dont les dettes l'ont conduit à poursuivre sa carrière militaire en Inde. 
Le prince Francis ne s'est jamais marié. Selon Born to Rule de Julia P. Gelardi, le prince Francis a été vigoureusement poursuivi par Maud de Galles, la belle-sœur de sa sœur. Les deux ont échangé des lettres, mais il est vite devenu clair que Francis n'était pas intéressé par Maud. Elle a ensuite épousé son cousin germain, le prince Carl de Danemark, devenant reine de Norvège en 1905. 
Francis a eu une liaison avec Ellen Constance, épouse de Francis Needham (3e comte de Kilmorey), à qui il aurait légué les émeraudes de Cambridge, une partie des bijoux de la famille Teck. Pour récupérer ces héritages familiaux, la sœur de Francis, la reine Mary, a fait sceller son testament par un tribunal, puis a négocié avec Lady Kilmorey pour racheter les émeraudes, lui payant 10 000 £ pour eux . 
L'actrice anglaise Sarah Miles prétend être l'arrière-petite-fille du prince Francis, par l'intermédiaire de son grand-père, prétendument un fils illégitime du prince appelé Francis Remnant, né à Richmond, Surrey, en 1894 . 

## Carrière militaire
Il fréquente le Collège militaire royal de Sandhurst et sert dans les Lancers et le Royal Rifle Corps avant de rejoindre les Royal Dragoons en 1890. Il accède au grade de major avant de prendre sa retraite en 1902. 
En 1902, il se rend de nouveau en Afrique du Sud et, après la fin des hostilités, retourne en Angleterre en juin de la même année à bord du SS Kinfauns Castle.  

## Mort et héritage
Il meurt subitement en 1910 à l'âge de quarante ans, après avoir contracté une pneumonie à Balmoral. 
À sa mort prématurée, peu de temps avant le couronnement de sa sœur en tant que reine du Royaume-Uni, le testament de Francis de Teck est scellé, afin d'éviter tout scandale potentiel. Le document reste inédit et les testaments royaux ultérieurs ont suivi cette tradition. 